# 영통구
영통구(靈通區, 문화어: 령통구)는 대한민국 경기도 수원시 동부에 있는 구이다.

## 역사
- 2003년 11월 24일 팔달구의 일부를 떼어 영통구를 설치하였다.

| 구 행정구역                            | 신 행정구역                            | 법정구역    |
| -------------------------------------- | -------------------------------------- | ----------- |
| 팔달구 매탄1동·매탄2동·매탄3동·매탄4동 | 영통구 매탄1동·매탄2동·매탄3동·매탄4동 | 매탄동      |
| 팔달구 원천동                          | 영통구 원천동                          | 원천동      |
| 팔달구 이의동                          | 영통구 이의동                          | 이의동·하동 |
| 팔달구 영통1동·영통2동                 | 영통구 영통1동·영통2동                 | 영통동      |
| 팔달구 태장동                          | 영통구 태장동                          | 신동·망포동 |
- 2007년 8월 6일 이의동을 원천동에 합동하였다.
- 2012년 12월 26일 원천동에서 광교동을 분동하였다.

| 구 행정구역 | 신 행정구역 | 법정구역    |
| ----------- | ----------- | ----------- |
| 원천동      | 원천동      | 원천동      |
| 원천동      | 광교동      | 이의동·하동 |
- 2015년 1월 20일 광교동을 광교1동·광교2동으로 분동하였다.[4]

| 행정구역 | 행정구역 | 법정구역 |
| 이전     | 이후     | 법정구역 |
| -------- | -------- | -------- |
| 광교동   | 광교1동  | 이의동   |
| 광교동   | 광교2동  | 하동     |
- 2017년 12월 26일 영통1동·영통2동의 각 일부를 병합하여 영통3동으로 분리하고, 태장동의 덕영대로 이북 지역을 영통2동으로 편입하였다.[5]

| 행정구역 | 행정구역           | 법정구역     |
| 이전     | 이후               | 법정구역     |
| -------- | ------------------ | ------------ |
| 영통1동  | 영통1동            | 영통동       |
| 영통1동  | 영통3동            | 영통동       |
| 영통2동  |                    | 영통동       |
| 영통2동  |                    | 영통동       |
| 태장동   | 신동, 망포동(일부) |              |
| 태장동   | 태장동             | 망포동(일부) |
- 2019년 4월 15일 태장동을 망포1동·망포2동으로 분동하였다.

## 행정 구역
인구는 2023년 12월 31일 기준이다.

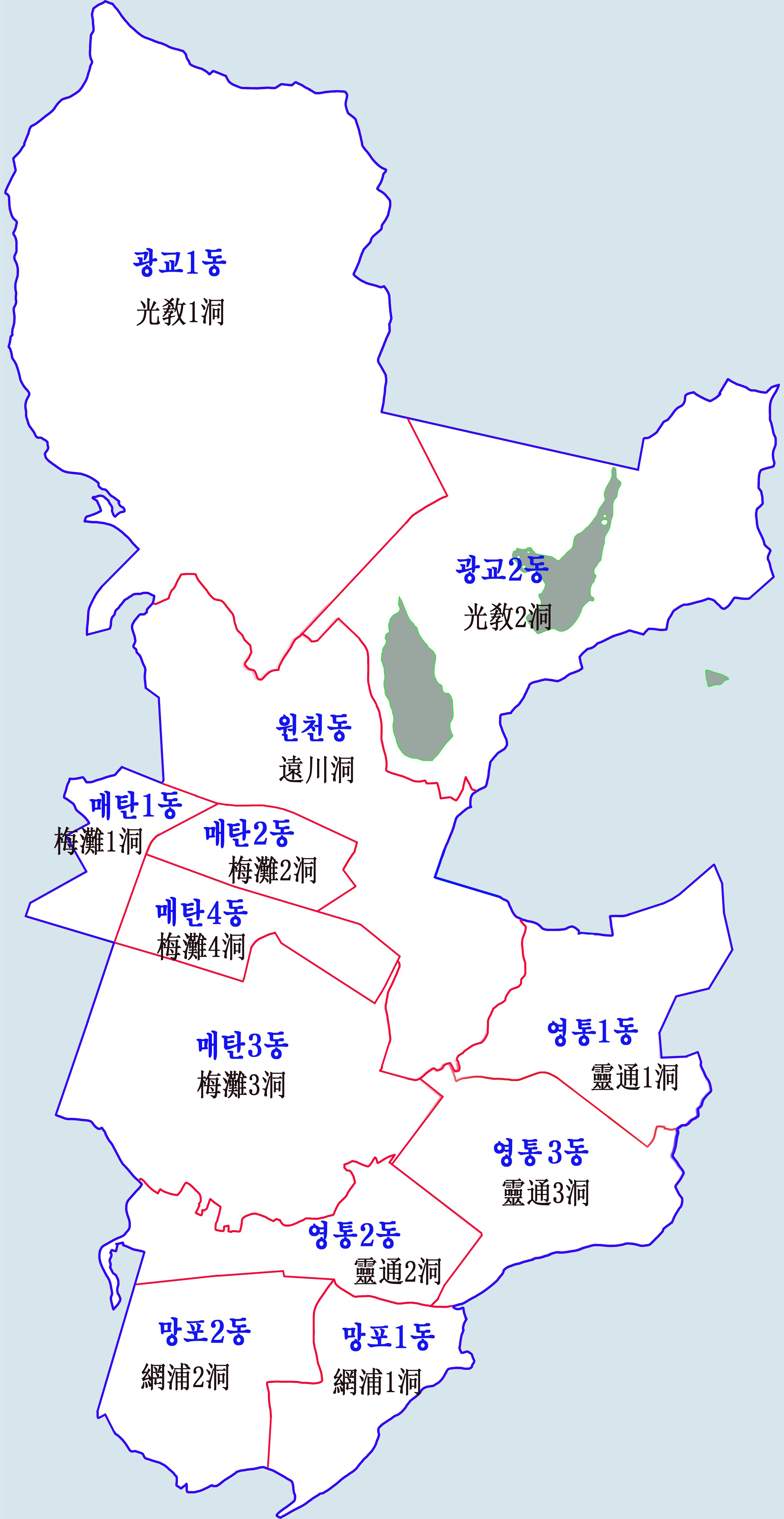
영통구의 행정구역

| 행정동  | 한자    | 면적 (km2) | 세대    | 인구 (명) |
| ------- | ------- | ---------- | ------- | --------- |
| 매탄1동 | 梅灘1洞 | 1.23       | 5,211   | 11,704    |
| 매탄2동 | 梅灘2洞 | 0.79       | 6,421   | 13,930    |
| 매탄3동 | 梅灘3洞 | 2.34       | 15,731  | 34,512    |
| 매탄4동 | 梅灘4洞 | 0.78       | 9,492   | 20,293    |
| 원천동  | 遠川洞  | 3.25       | 21,027  | 45,447    |
| 영통1동 | 靈通1洞 | 1.65       | 12,555  | 33,195    |
| 영통2동 | 靈通2洞 | 1.70       | 13,460  | 25,393    |
| 영통3동 | 靈通3洞 | 1.28       | 13,795  | 31,624    |
| 망포1동 | 網浦1洞 | 1.00       | 11,482  | 31,684    |
| 망포2동 | 網浦2洞 | 1.50       | 11,353  | 33,462    |
| 광교1동 | 光敎1洞 | 7.97       | 22,695  | 53,072    |
| 광교2동 | 光敎2洞 | 4.18       | 11,655  | 28,712    |
| 영통구  | 靈通區  | 27.68      | 154,877 | 363,208   |

## 지역 특징
영통구 북부에는 광교신도시가 건설 중이며, 2022년 5월 30일부터 경기도청이 영통구 이의동에 건설된 신청사로 이전하였다. 매탄동에는 지역 경제의 핵심인 삼성전자 본사와 수원사업장이 있다.
또한 영통구의 평균연령은 32세이며, 20세 미만의 청소년 인구가 7만8천명으로 전체 인구의 28.8%를 차지한다.

## 인구
| 연도   | 총인구    | 추이 |
| ------ | --------- | ---- |
| 2005년 | 248,373명 |      |
| 2010년 | 258,336명 |      |
| 2015년 | 336,460명 |      |
| 2022년 | 368,741명 |      |

## 유적지
- 광교역사공원
- 안동김씨 참의공파 세장묘역
- 심온선생 묘
- 혜령군 묘
- 정유선생 묘

## 교육 기관
- 아주대학교
- 경기대학교 수원캠퍼스
- 합동신학대학원대학교
- 수원체육문화센터
- 수원대학교

## 교통
북부는 신분당선이 지나가며, 남부는 분당선이 지나간다.
- ● 신분당선 : (종점) ← 광교역 - 광교중앙역 → (판교, 강남 방면)
- ● 수도권 전철 수인·분당선 : (수원 방면) ← 매탄권선역 - 망포역 - 영통역 - 청명역 → (죽전, 왕십리 방면)

## 같이 보기
- 수원시
- 권선구
- 팔달구